# التفاية
التفاية هو مرافق طعام مغربي الأصل، يندرج ضمن المعسلات، يصنع من عدة مكونات خاصة البصل والزبيب، ويستعمل في الكسكس ويسمى كسكس بالتفاية، كما يمكن اسخدامه كزينة لبعض الطواجن.

## المكونات
- بصل
- زيت الزيتون
- الزيت النباتية
- ماء الزهر
- الزبدة
- المسكة الحرة
- الزبيب
- السكر سنيدة
- ملح
- ابزار
- كركم
- سكنجبير
- زعفران شعرة
- عود قرفة
- قرفة مطحونة
- عصير الليمون الحامض
- اللوز المقشر والمقلي
- العسل حسب الرغبة[4][5]

## طريقة تحضير التفاية
1. في طنجرة تقطع 5 بصلات شرائح ويضاف لها نصف كأس من خليط زيت الزيتون والزيت النباتية
2. تضاف التوابل ملح، ابزار، كركم، سكنجبير، زعفران شعرة، عود قرفة، قرفة مطحونة
3. عندما تتشحر البصل وتدبل يضاف الزبيب وسكر سنيدة حسب الذوق
4. تضاف كذلك المسكة الحرة وملعقة صغيرة من ماء الزهر وملعقة كبيرة من الزبدة
5. تضاف حفنة من اللوز المقشر والمقلي إلى التفاية وتغطي الطنجرة حتى تنضج العناصر وتتجانس
6. نزيل الطنجرة من على النار ويضاف عصير الليمون الحامض.

كما يمكن إضافة العسل حسب الرغبة ليعطيها لوناً جميلاً.